# بورتيج دو فورت (كيبك)
بورتيج دو فورت (بالإنجليزية: Portage-du-Fort, Quebec)‏ هي معلم جغرافي و بلدية محلية في كيبيك تقع في كندا في Pontiac Regional County Municipality. يقدر عدد سكانها بـ 266 نسمة ومساحتها 4.20 كم2 .